# Erdélyi Vazul

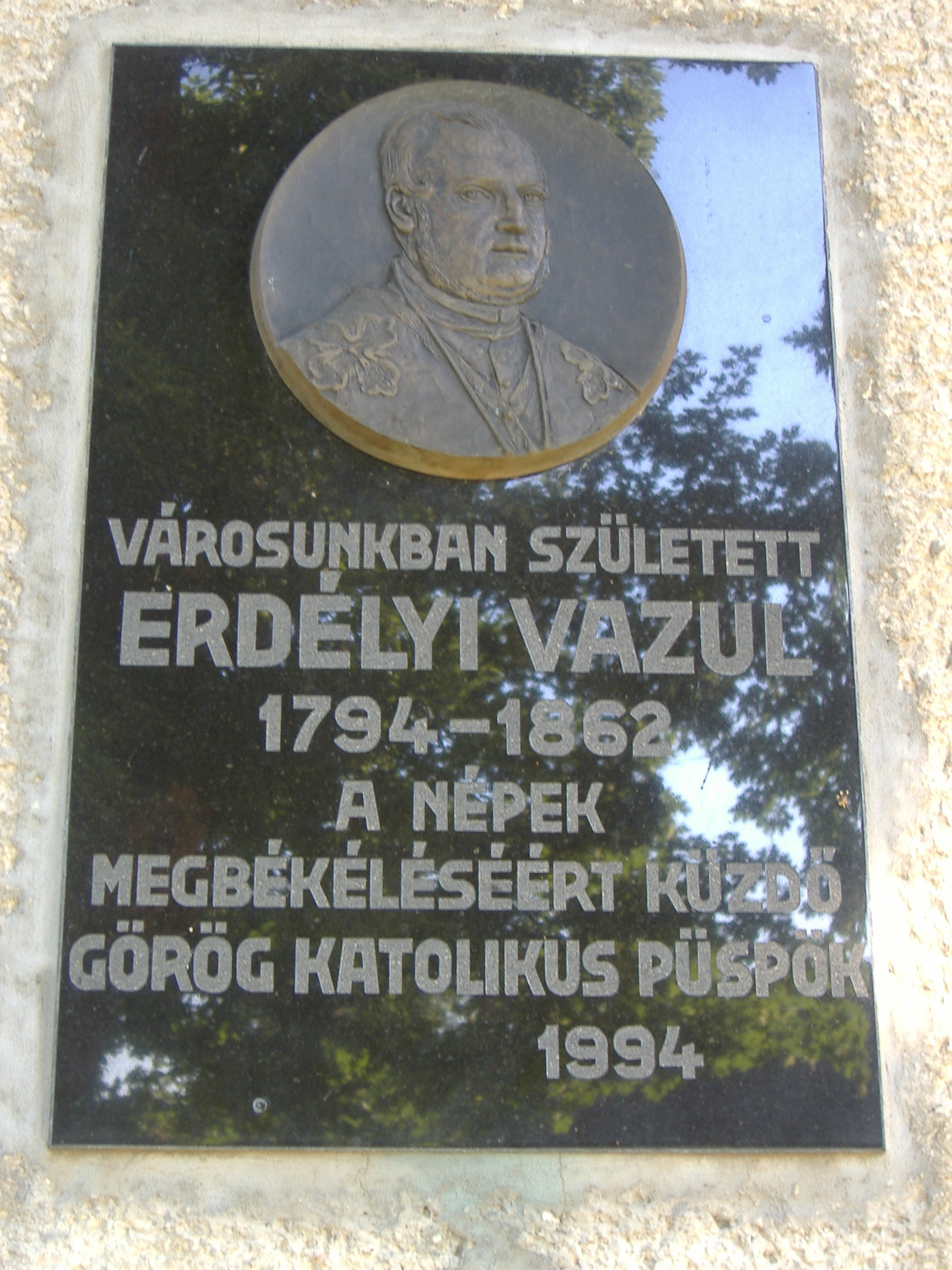
Emléktáblája Makón

Erdélyi Vazul, születési nevén Árgyelán László (Makó, 1794. augusztus 1. – Nagyvárad, 1862. március 27.) görögkatolikus püspök.

## Élete
Árgyelán György, a püspök nagyapja, aki görögkeleti vallású és román nemzetiségű juhász volt, az 1760-as években települt be Makóra. A püspök szülei Árgyelán György és Bogyilka Naszti, szegény zsellérek voltak. Házasságukból 4 gyermek született: János, Vazul, egy ismeretlen nevű leány és Péter. A szülőház helyét ma már nem tudjuk meghatározni. Periférián lehetett a görögkatolikus városrész, ugyanis az románok akkor kezdtek letelepedni Makóra, amikor a Nagyorosz (ma Erdélyi Vazul) és a Kisorosz (ma Toldy) utca már beépült. Ma is vannak Makón a görögkatolikus hívek között Árgyelán nevezetűek.
Erdélyi Vazul püspök Makón született 1794. augusztus 1-jén. Az akkori szokás szerint a szegény családok arra kényszerültek, hogy korán szolgálatba adják gyermekeiket. Előbb a libákra vigyáztak és azokat legeltették, majd később a sertéseket bízták a fiúkra. Így indult az ő élete is. Az ifjú Árgyelán László a parókia melletti Pák házban teljesített szolgálatot. Szerette kenyéradó gazdáját, mint felszentelt pap, majd püspök is Makón járva meglátogatta volt gazdáját. Annak ellenére, hogy kizárólag gyermekkorát töltötte Makón, mindvégig ragaszkodott a Maros parti városhoz, féltő gonddal ügyelt a görögkatolikus egyházközségre, ápolta rokoni kapcsolatait. A püspök testvérhúga Belényesre került.
E szolgálat után egy makói fiú inasaként Nagyváradra kerül a premontrei gimnáziumába, illetve kollégiumába. Itt jő esze lévén az atyák segítségével inasi teendője mellett elvégzi ő is a gimnáziumot. Más forrás azt mondja, hogy később a kollégium inasa lett, és úgy végezte el a gimnáziumot. A premontrei atyák új nevet adnak neki: az Erdélyi Vazul nevet kapja (az Árgyelán, Ardeleán magyar fordítása Erdélyi). Tehetségével oly mértékben kitűnt, hogy papi pályára léphetett.
A teológiát Pesten és Bécsben tanulta. Pappá szentelése Nagyváradon volt, ahol nemsokára parókus lett. 1835-ben székesegyházi kanonok lett, majd őrkanonok és a nagyváradi kis-szeminárium rektora. I. Ferenc király 1842. augusztus 2-án nagyváradi püspöknek nevezte ki, miután XVI. Gergely pápa 1843. január 30-án prekonizálta, Lemény püspök 1843. június 11-én Balázsfalván püspökké szentelte.
Erdélyi püspök volt az elnöke annak a bizottságnak, mely a magyarországi és az erdélyi román egyházi szervezet kifejlesztésére irányuló tervezetet elkészítette. Erdélyinek igen nagy része volt a román érseki tartomány és a román egyházmegyék felállításában. Az idejében csatoltak a Munkácsi Egyházmegyéből a Nagyváradi Egyházmegyéhez 72 parókiát. Erdélyi továbbfejlesztette és támogatta az egyházi iskolákat. A tűzvészben elpusztult székesegyházat felépítette. A király valóságos belső titkos tanácsosának nevezte ki, és 1858-ban bárói címet adott neki.
1862. március 27-én halt meg Nagyváradon. Végrendeletében 42 000 forintot hagyott egyházmegyéjére.